# 32109 Brucksyal
32109 Brucksyal este o planetă minoră (asteroid), cu un diametru de 4,739 km, din centura de asteroizi. A fost descoperită pe 28 mai 2000 la Stația Anderson Mesa de Lowell Observatory Near-Earth-Object Search. 
Obiectul prezintă o orbită caracterizată de o semiaxă mare de 2,4209438 UAi, o excentricitate de 0,17, o înclinație de 4,51727 ° în raport cu ecliptica.